# Heliophanoides spermathecalis
Heliophanoides spermathecalis is een spinnensoort uit de familie springspinnen (Salticidae). De soort komt voor in India.